# Reuttener Hütte
Die Reuttener Hütte ist eine Alpenvereinshütte der Sektion Reutte des Österreichischen Alpenvereines in den Lechtaler Alpen, Tirol, Österreich.

## Lage
Die Reuttener Hütte liegt auf 1740 m ü. A. auf dem Nordrücken der Abendspitze, oberhalb von Berwang-Rinnen. Sie ist eine mit Alpenvereinsschlüssel zugängliche Selbstversorgerhütte, die jedoch an Wochenenden teilweise bewartet ist.

## Geschichte
Bereits 1924 hatte die Sektion Reutte des DuOeAV einen Bergsteiger-Stützpunkt auf der Raaz erbaut. Da sich diese Hütte 1960 in einem schlechten baulichen Zustand befand, wurde beschlossen, das alte Gebäude abzutragen und unweit desselben eine neue Hütte zu errichten. Am 30. August 1964 wurde dann der Neubau eröffnet. An der Stelle der alten Hütte (am Weg zur Raazalm) steht heute ein Erinnerungsstein.

## Zugänge
Zu erreichen ist sie von Berwang-Rinnen in zwei Stunden oder von Weißenbach durch das Rotlechtal in vier Stunden.

## Nachbarhütten und Übergänge
Die Reuttener Hütte liegt ziemlich isoliert. Zur Anhalter Hütte führt der Weg teilweise als Talwanderung durch die Ortschaften Kelmen und Namlos in sechs Stunden.

## Gipfel
Im Verlauf des Reuttener Höhenwegs sind mehrere Gipfel zu erreichen: die Abendspitze (1964 m) in einer Stunde, das Galtjoch (2112 m) in anderthalb Stunden, die Vordere (2181 m) bzw. Hintere Steinkarspitze (2215 m) in zwei bis zweieinhalb Stunden sowie die Knittelkarspitze (2378 m) in drei Stunden. Zudem ist der Reinberg (2004 m) über Pfadspuren vom Galtjoch in zwei Stunden zu besteigen.